# Wiktorija Nikiszyna
Wiktorija Aleksandrowna Nikiszyna (ros. Виктория Александровна Никишина, ur. 9 września 1984 w Moskwie) – rosyjska florecistka, mistrzyni olimpijska, wicemistrzyni świata, wielokrotna medalistka mistrzostw Europy.
Na igrzyskach olimpijskich w Pekinie w 2008 roku wspólnie z Aidą Szanajewą, Swietłaną Bojko i Jewgieniją Łamonową wywalczyła złoty medal w zawodach drużynowych. Na tej samej imprezie była piętnasta indywidualnie.
Podczas mistrzostw świata w Hawanie w 2003 roku razem ze Swietłaną Bojko, Jewgieniją Łamonową i Jekatieriną Juszewą wywalczyła srebrny medal w zawodach drużynowych. Był to jej jedyny medal w zawodach tego cyklu.
Wielokrotnie zdobywała również medale mistrzostw Europy, w tym złoty drużynowo na mistrzostwach Europy w Kijowie (2008). Indywidualnie wywalczyła brązowy medal podczas mistrzostw Europy w Zalaegerszeg (2005), plasując się za Polką Sylwią Gruchałą i Swietłaną Bojko. 